# Hongkong na Letnich Igrzyskach Olimpijskich 1992
Hongkong na Letnich Igrzyskach Olimpijskich 1992 reprezentowało 38 zawodników: 28 mężczyzn i 10 kobiet. Był to 10 start reprezentacji Hongkongu na letnich igrzyskach olimpijskich.

## Skład kadry

### Badminton
Kobiety
- Wong Chun Fan - gra pojedyncza - 9. miejsce,

Mężczyźni
- Chan Kin Ngai - gra pojedyncza - 9. miejsce,
- Wong Wai Lap - gra pojedyncza - 9. miejsce,
- Chan Siu Kwong, Ng Pak Kum - gra podwójna - 9. miejsce,

### Judo
Kobiety
- Yu Wai Seung - waga do 52 kg - 16. miejsce,
- Law Lai Wah - waga do 56 kg - 14. miejsce,

Mężczyźni
- Lee Kan - waga do 60 kg - 35. miejsce,
- Au Woon Yiu - waga do 65 kg - 24. miejsce,

### Kajakarstwo
Mężczyźni
- Luk Kwok Sun, Chung Chi Lok

K-2 500 m - odpadli w repesażach,
K-2 1000 m - odpadli w repesażach,

### Lekkoatletyka
Kobiety
- Chan Sau Ying - bieg na 100 m przez płotki - odpadła w eliminacjach,

Mężczyźni
- Ku Wai Ming - bieg na 100 m - odpadł w eliminacjach,
- Pat Kwok Wai - bieg na 200 m - odpadł w eliminacjach,

### Łucznictwo
Mężczyźni
- Fung Yik - indywidualnie - 69. miejsce,

### Pływanie
Kobiety
- Robyn Lamsam

50 m stylem dowolnym - 36. miejsce,
100 m stylem dowolnym - 37. miejsce,
200 m stylem dowolnym - 30. miejsce,
400 m stylem dowolnym - 30. miejsce,
Mężczyźni
- Michael Wright

50 m stylem dowolnym - 39. miejsce,
100 m stylem dowolnym - 39. miejsce,
- Wu Tat Cheung - 50 m stylem dowolnym - 59. miejsce,
- Li Arthur

100 m stylem dowolnym - 42. miejsce,
200 m stylem dowolnym - 33. miejsce,
100 m stylem motylkowym - 39. miejsce,
200 m stylem zmiennym - 37. miejsce,
- Li Kelvin - 200 m stylem dowolnym - 41. miejsce,
- Li Arthur, Wu Tat Cheung, Li Kelvin, Michael Wright - sztafeta 4 x 100 m stylem dowolnym - 15. miejsce,
- Li Arthur, Michael Wright, Li Kelvin, Wu Tat Cheung - sztafeta 4 x 200 m stylem dowolnym - 16. miejsce,
- Andrew Rutherford

100 m stylem klasycznym - 29. miejsce,
200 m stylem klasycznym - 37. miejsce,
- Chi Jia Han

100 m stylem klasycznym - 44. miejsce,
200 m stylem klasycznym - 44. miejsce,
- Duncan Todd

100 m stylem motylkowym - 48. miejsce,
200 m stylem motylkowym - 38. miejsce,
200 m stylem zmiennym - 42. miejsce,
400 m stylem zmiennym - 30. miejsce,
- Li Arthur, Andrew Rutherford, Duncan Todd, Michael Wright - sztafeta 4 x 100 m stylem zmiennym - 19. miejsce,

### Strzelectwo
Mężczyźni
- U Gilbert - pistolet dowolny 50 m - 43. miejsce,

### Szermierka
Mężczyźni
- Lo Moon Tong - floret indywidualnie - 30. miejsce,
- Wu Xing Yao - floret indywidualnie - 42. miejsce,
- Tang Kwong Hau - floret indywidualnie - 49. miejsce,

### Tenis stołowy
Kobiety
- Hai Po Wa - gra pojedyncza - 5. miejsce,
- Chan Tan Lui - gra pojedyncza - 17. miejsce,
- Chan Suk Yuen - gra pojedyncza - 33. miejsce,
- Chan Tan Lui, Hai Po Wa - gra podwójna - 5. miejsce,

Mężczyźni
- Lo Chuen Tsung - gra pojedyncza - 17. miejsce,

### Wioślarstwo
Kobiety
- Ho Kim Fai - jedynki - 15. miejsce,

Mężczyźni
- Lui Kam Chi, Chiang Wing Hung - dwójki podwójne - 19. miejsce,

### Żeglarstwo
- Lee Lai Shan - windsurfing kobiety - 11. miejsce,
- Wong Sam - windsurfing mężczyźni - 20. miejsce,
- Simon Ellis, Sven Merkel - klasa Latający Holender - 17. miejsce,